# オゼッラ・FA1
オゼッラ・FA1 (Osella FA1) は、オゼッラ・スクアドラ・コルセが1980年のF1世界選手権に投入したフォーミュラ1カー。デザイナーはジョルジョ・スティラーノ。

## 概要
形式名はしばしばFA1Aとも記述される。
FA1はオゼッラにとって初のF1マシンであり、その基本構造はウィングカーであった。形式名の「FA」は（スポーツプロトタイプの「PA」とは対照的に）オゼッラの全てのF1マシンに使用され、それは1980年代まで継続した。
モノコックはアルミニウム製で、車体後半は鋼製パイプフレーム構造であった。サスペンションはアッパーアーム、ロワーウィッシュボーンにコニ製のショックアブソーバーが取り付けられた。エンジンは自然吸気のコスワースDFVを搭載し、トランスミッションはヒューランド製であった。FA1は非常に重く、600kgを超える車重であったが、懸命の減量で45kgの軽量化を果たした。タイヤはグッドイヤー製を装着した。
チームは1台体制でのエントリーで、ドライバーのエディ・チーバーは予選通過のために継続的に努力したが、シーズンでは4度の予選落ちを喫した。予選を通過したレースもいずれもリタイアし、FA1は完走することが無かった。チームはシーズン終盤、FA1に代えてFA1Bを投入した。
FA1は2台製作された。

## F1における全成績
(key) （太字はポールポジション）
| 年     | チーム                       | エンジン                   | タイヤ | No. | ドライバー       | 1   | 2   | 3   | 4   | 5   | 6   | 7   | 8   | 9   | 10  | 11  | 12  | 13  | 14  | ポイント | 順位 |
| ------ | ---------------------------- | -------------------------- | ------ | --- | ---------------- | --- | --- | --- | --- | --- | --- | --- | --- | --- | --- | --- | --- | --- | --- | -------- | ---- |
| 1980年 | オゼッラ・スクアドラ・コルセ | フォード-コスワース DFV V8 | G      |     |                  | ARG | BRA | RSA | USW | BEL | MON | FRA | GBR | GER | AUT | NED | ITA | CAN | USA | 0        | NC   |
| 1980年 | オゼッラ・スクアドラ・コルセ | フォード-コスワース DFV V8 | G      | 31  | エディ・チーバー | DNQ | DNQ | Ret | Ret | DNQ | DNQ | Ret | Ret | Ret | Ret | Ret |     |     |     | 0        | NC   |

## 参照
1. ↑  この形式名は混用され、例えば、www.motorsport-total.com と www.oldracingcars.com では FA1 とされる。作家のデヴィッド・ホッジスは、2冊の著書で両方の形式名を使用した。ドイツ語版の「Rennwagen von A–Z nach 1945」204ページではFA1Aと記述し、英語版の「A–Z of Grand Prix Cars」185ページではFA1と記述した。
2. ↑  Ménard: La grande Encyclopédie de la Formule 1. 2000, S. 460.